# Izola
Izola là một khu tự quản (tiếng Slovenia: občine, số ít – občina) trong vùng Obalno-kraška của Slovenia. Izola có diện tích 28.6 km2, dân số là theo điều tra ngày 31 tháng 3 năm 2002 là 14549 người. Thủ phủ khu tự quản Izola đóng tại Izola.